# Saarijärvi (sjö i Finland, Kajanaland, lat 64,45, long 28,87)
Saarijärvi är en sjö i Finland. Den ligger i kommunen Kuhmo i landskapet Kajanaland, i den centrala delen av landet, 500 km norr om huvudstaden Helsingfors. Saarijärvi ligger 221,4 meter över havet. Den är 11,6 meter djup. Arean är 88,7 hektar och strandlinjen är 5,88 kilometer lång. Sjön  ingår i Uleälvens huvudavrinningsområde. 